# Казоне (Лука)
Казоне је насеље у Италији у округу Лука, региону Тоскана.
Према процени из 2011. у насељу је живело 19 становника. Насеље се налази на надморској висини од 1316 м.